# Messanges (Côte-d'Or)
Messanges é uma comuna francesa na região administrativa da Borgonha-Franco-Condado, no departamento de Côte-d'Or. Estende-se por uma área de 3,05 km². Em 2010 a comuna tinha 245 habitantes (densidade: 80,3 hab./km²).